# Baituna-al-Talhami-Museum

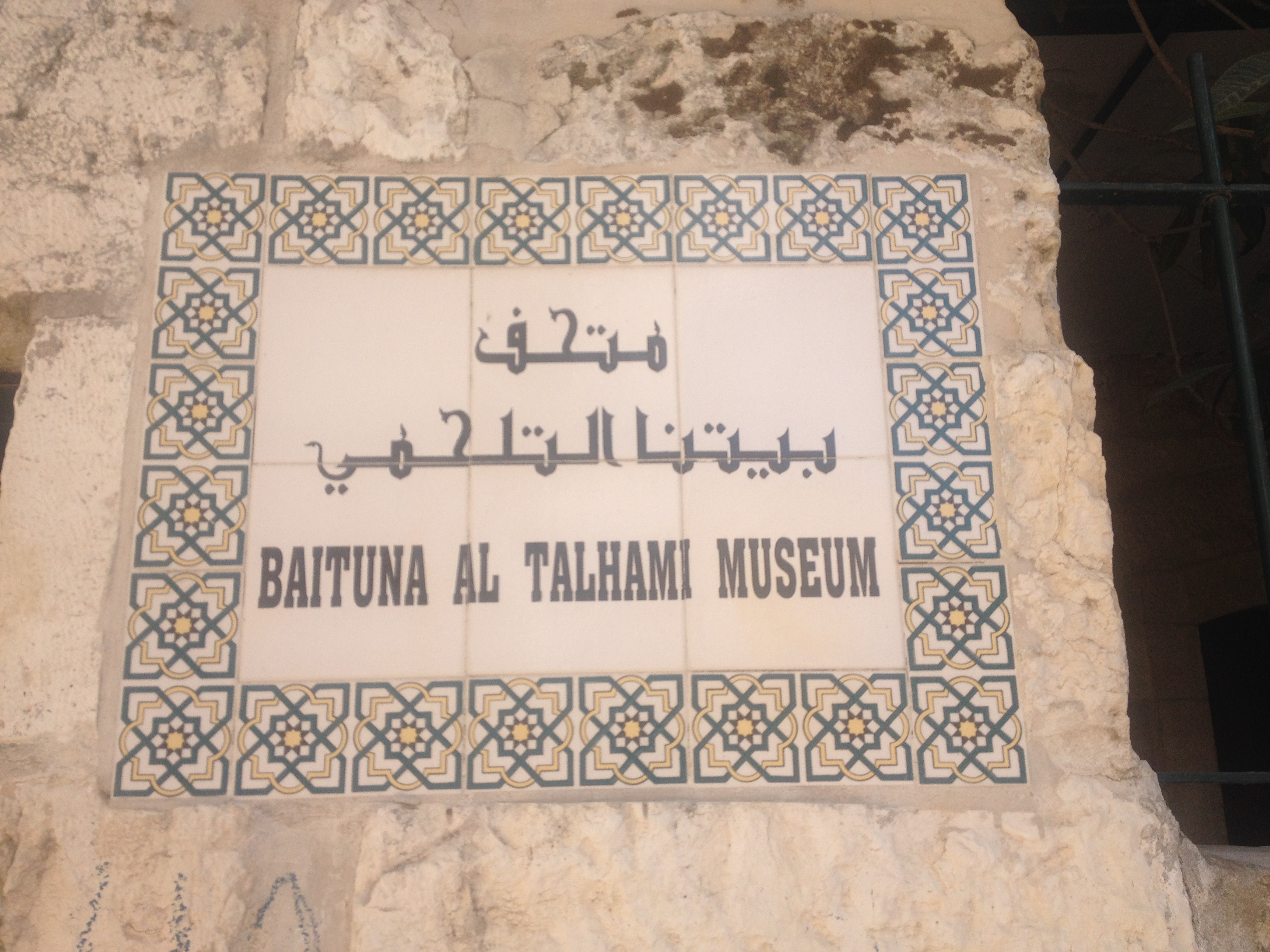
Namensschild

Das Baituna-al-Talhami-Museum (arabisch متحف بيتنا التلحمي) ist ein Museum für Volkskunde in der Stadt Bethlehem im Westjordanland.

## Lage
Das Museum liegt in der Altstadt von Bethlehem in der Paul-VI.-Straße etwa 100 Meter westlich des Krippenplatzes. Es ist in zwei kleinen Häusern untergebracht, die in typischer altpalästinensischer Bauweise errichtet sind und der Union Arabischer Frauen Bethlehems gehören.

## Geschichte
Das Museum wurde 1972 zur Bewahrung der Tradition und volkstümlichen Kunst eröffnet. Der Name "Baituna al-Talhami" bedeutet "unser Zuhause Bethlehem". 

## Beschreibung
In dem ersten Haus hängen in einem ersten Raum alte Fotografien an den Wänden. Davon stammen die meisten vom Anfang des 20. Jahrhunderts, einige wenige vom Ende des 19. Jahrhunderts. Ein zweiter Raum stellt einen großen Wohnraum dar, in dem die Leute aßen, sich unterhielten, Gäste empfingen und schliefen. Zur Einrichtung gehören unter anderem Teppiche, Matratzen, Sitzkissen, Kopfkissen, Truhen, Messing-Objekte, Lampen und eine Wiege. Ein dritter Raum ist als Küche eingerichtet. Zur Ausstattung gehören unter anderem Messingtöpfe, Keramik, Kaffeemühlen, Krüge usw.
Das zweite Haus ist älter als das erste und hat drei übereinander liegende Räume. Der unterste ist in den Felsen gehauen und wurde für Haustiere wie Esel, Pferd, Ziege und Schaf verwendet. Darüber liegt der ursprünglich einzige Wohnraum des Hauses. Hier sind Kleidung und Schmuck aus Bethlehem ausgestellt. Darüber liegt ein Ende des 19. Jahrhunderts gebautes Schlafzimmer. Der Raum zeigt eine Sammlung von Betten, Kissen, Teppichen, Bildern, Stickereien usw. aus dem Bethlehem des ersten Drittels des 20. Jahrhunderts. Die Ausstellungsgegenstände dieses Raumes wurden von Julia Michel Dabdoub, einer ehemaligen Präsidentin der Union Arabischer Frauen Bethlehems, gestiftet.

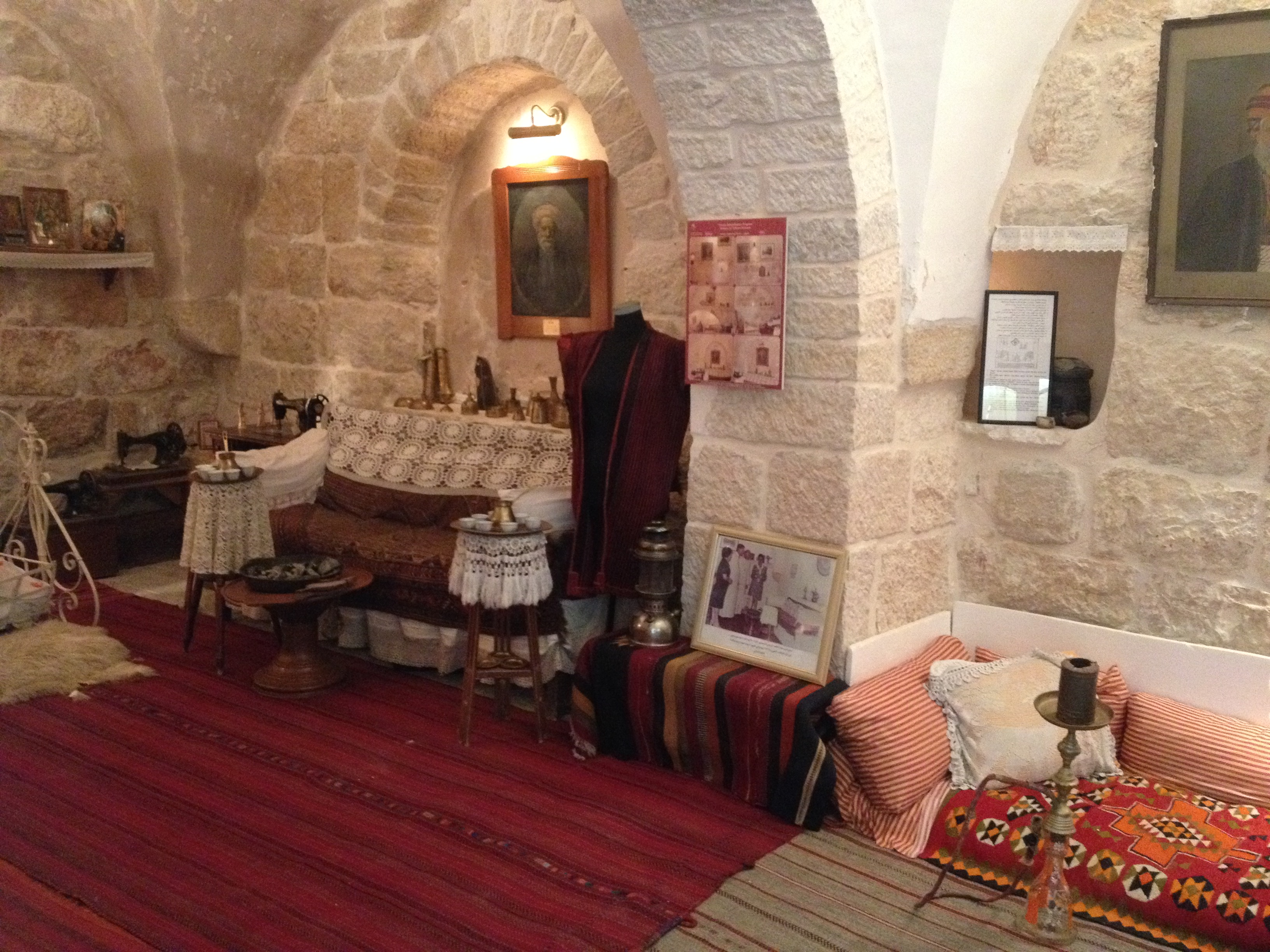
Wohnraum
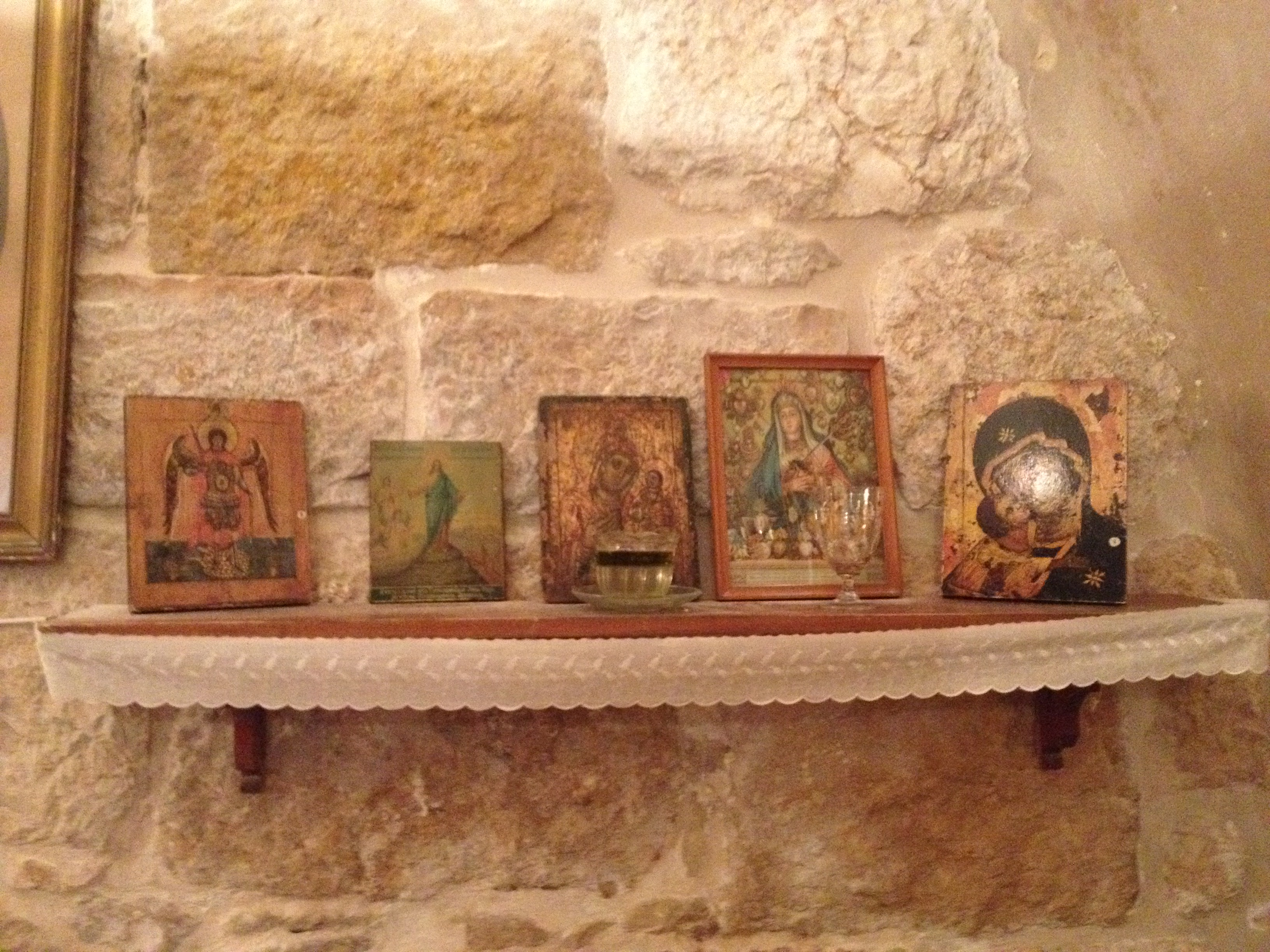
Altar mit Ikonen
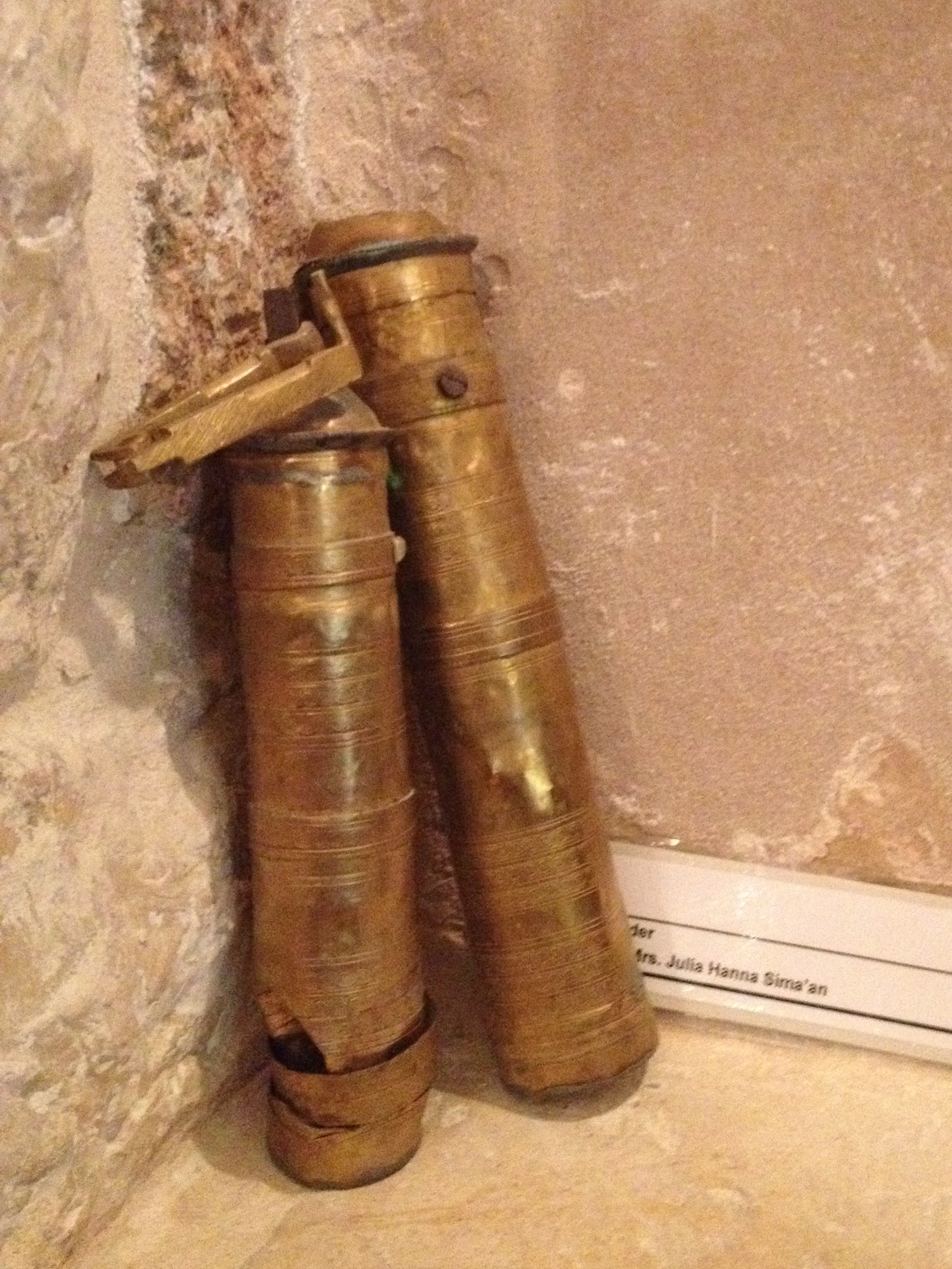
Kaffeemühlen
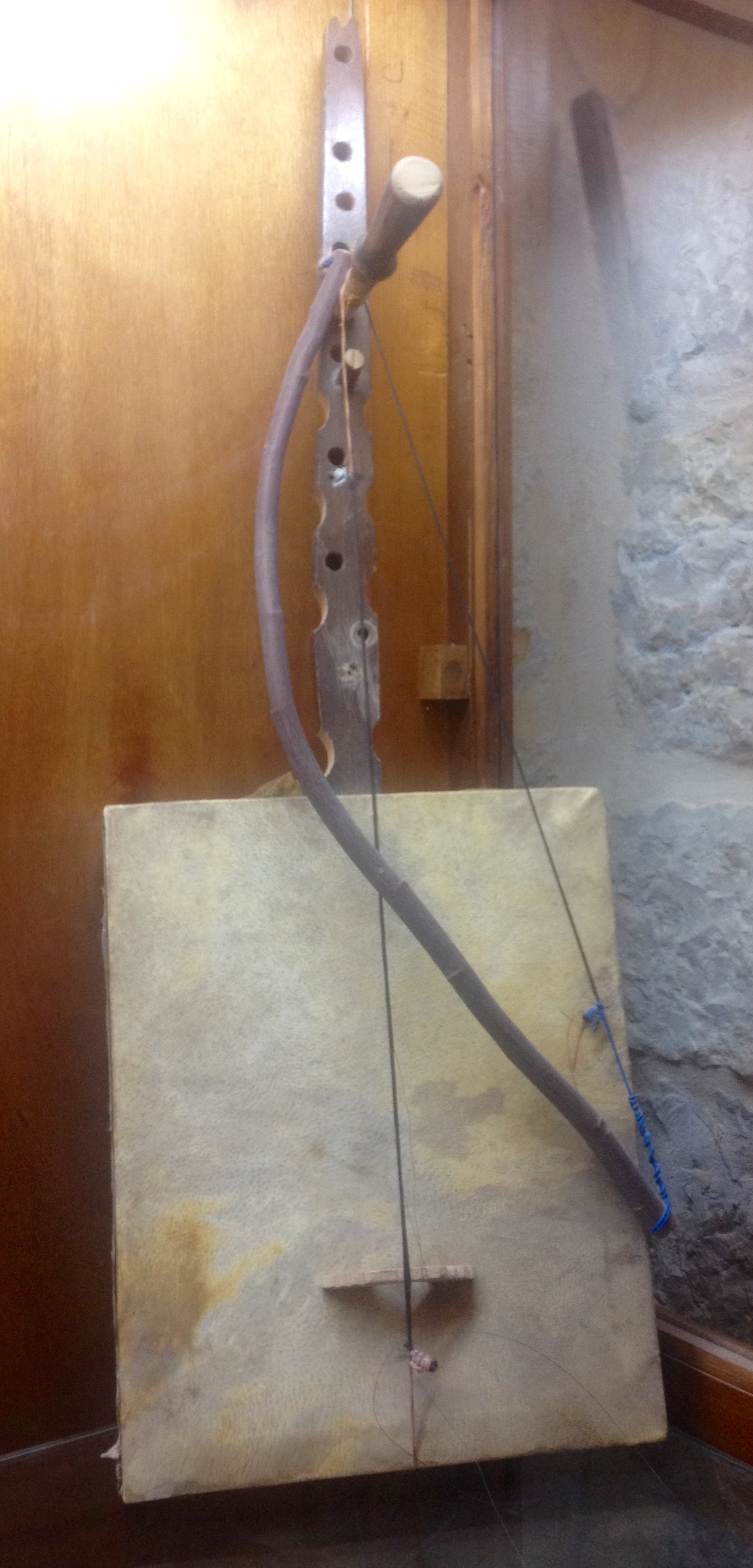
Rebab
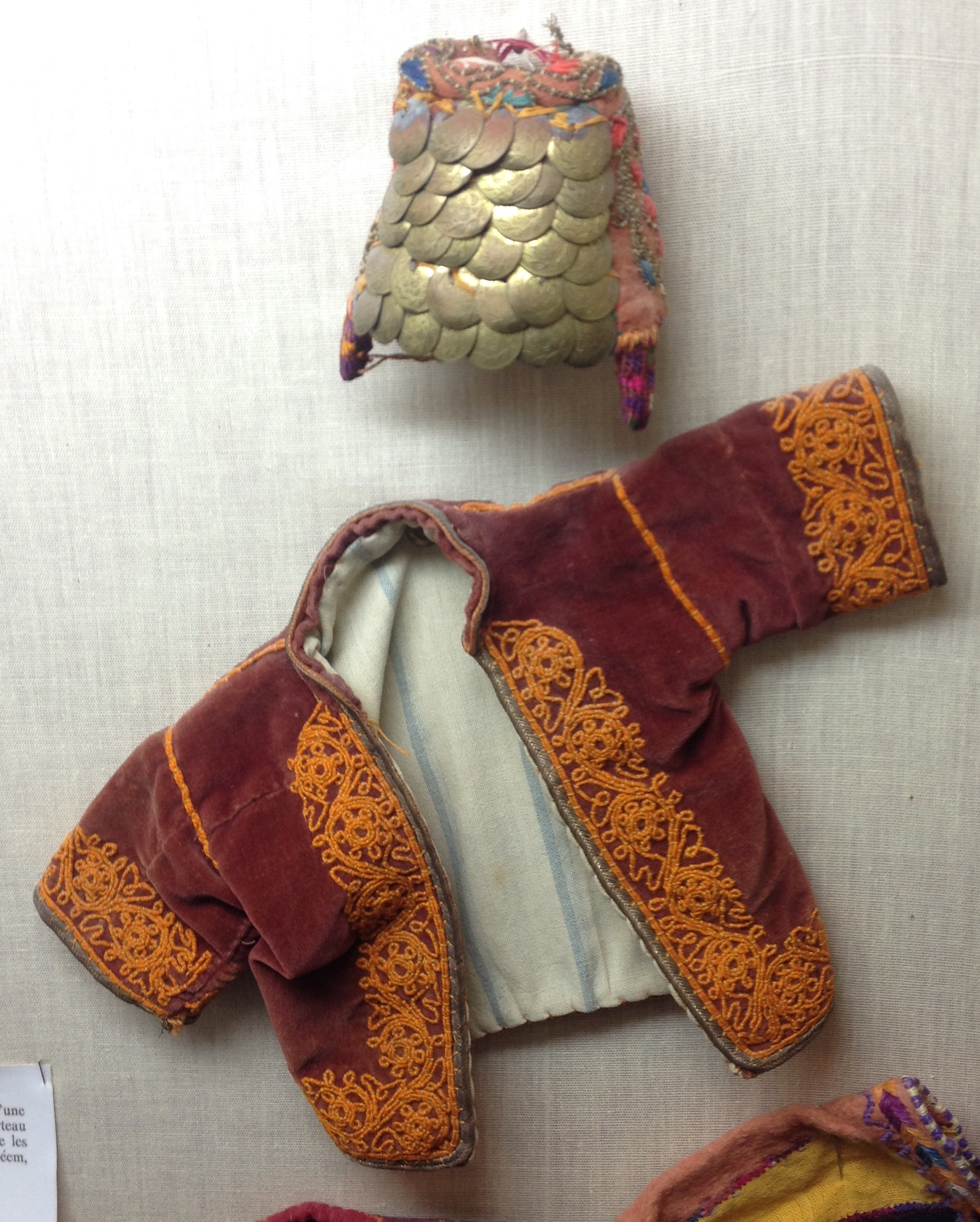
Puppenkleidung